# IPhone 6s
De iPhone 6s en iPhone 6s Plus is een smartphone ontworpen en op de markt gebracht door Apple Inc. Het is de opvolger van de iPhone 6.
Op 9 september 2015 werd hij door Apple geïntroduceerd. De iPhone 6s wordt sinds 25 september samen met de iPhone 6s Plus verkocht in de Verenigde Staten, Canada, het Verenigd Koninkrijk, Frankrijk, Duitsland, Australië, Japan, Hongkong, China en Singapore.
De smartphone heeft een Apple A9-chip samen met een Apple M9 co-processorchip en een 12 megapixel-iSight-camera. Qua ontwerp ziet de iPhone 6s er vrijwel hetzelfde uit als zijn voorganger, de iPhone 6.

## Functies
De iPhone 6s en iPhone 6s Plus werden aangekondigd op 9 september 2015 tijdens een speciaal evenement in Cupertino, Californië. De iPhone 6s is in een spacegrijs, zilveren, gouden en roségouden uitvoering verkrijgbaar, wordt geleverd met iOS 9 en heeft 16, 32, 64 of 128 GB aan opslaggeheugen. Evenals de iPhone 5s en iPhone 6, beschikt de iPhone 6s over Touch ID.
De iPhone 6s bevat een nieuwe functie genaamd 3D Touch. Hiermee kan wisselend druk op het scherm worden uitgeoefend om zo bepaalde functies te activeren. Een van de functies heet Peek and Pop (gluren en opduiken), waarmee een opvolgmenu verschijnt met extra functies.
De iPhone 6s bevat twee keer zoveel meer werkgeheugen (2GB) als zijn voorganger, wat ervoor moet zorgen dat het schakelen tussen apps en functies soepeler verloopt. Met de iPhone 6s is het mogelijk om in 4K te filmen en live-foto's te maken. De camera aan de voorzijde is verbeterd en bevat nu vijf megapixels met een flitser.

## Specificaties
| Specificatie      | iPhone 6s | iPhone 6s Plus |
| ----------------- | --- | --- |
| Scherm            | Beelddiagonaal van 12 cm (4,7 inch), resolutie van 1334 bij 750 pixels. Scherm gebruikt een multitouch-touchscreentechnologie. Met 326 ppi. Scherm gebruikt de "Retina HD"-technologie van Apple.     | 14 cm (5,5 inch), 1920 bij 1080 pixels (401 ppi) |
| Grootte           | 138,3 × 67,1 × 7,1 mm | 158,2 × 77,9 × 7,3 mm |
| Gewicht           | 143 gram | 192 gram |
| Geheugen          | 2 GB RAM | 2 GB RAM |
| Besturingssysteem | iOS 9 (voorgeïnstalleerd) tot en met iOS 15 | iOS 9 (voorgeïnstalleerd) tot en met iOS 15 |
| Verbindingen      | Met de computer via een Lightning-dockconnector, wifi, Bluetooth 4.0,NFC | Met de computer via een Lightning-dockconnector, wifi, Bluetooth 4.0,NFC |
| Netwerken         | GSM/GPRS/EDGE (850, 900, 1800, 1900 MHz), UMTS/HSPA+/DC-HSDPA (850, 900, 1900, 2100 MHz) LTE (Banden 1, 2, 3, 5, 7, 8, 20)                                                                            | GSM/GPRS/EDGE (850, 900, 1800, 1900 MHz), UMTS/HSPA+/DC-HSDPA (850, 900, 1900, 2100 MHz) LTE (Banden 1, 2, 3, 5, 7, 8, 20)                                                                            |
| Capaciteit        | 16, 32, 64 of 128 GB intern, niet uitbreidbare opslag. | 16, 32, 64 of 128 GB intern, niet uitbreidbare opslag. |
| Batterij          | Ingebouwd herlaadbare lithium-ion-polymeeraccu. Beltijd: 14 uur op 3G. Internet: 10 uur op 3G, 11 uur op wifi. Audio: 50 uur, video: 11 uur. In stand-by: 250 uur.                                    | 384 uur stand-by, 12 uur in gebruik |
| Camera            | Achterkant: 12,0 megapixel, foto en film (4K 30fps) (240 fps, slow motion), gezichtsherkenning, videostabilisatie (enkel bij de plus versie), en True Tone-flash. Voorkant: 5 MP foto's, 720p video's | Achterkant: 12,0 megapixel, foto en film (4K 30fps) (240 fps, slow motion), gezichtsherkenning, videostabilisatie (enkel bij de plus versie), en True Tone-flash. Voorkant: 5 MP foto's, 720p video's |
| Kleur             | Spacegrijs, zilver, goud en roségoud. | Spacegrijs, zilver, goud en roségoud. |
| Levering          | VS: 25 september 2015 - Benelux: 9 oktober 2015 | VS: 25 september 2015 - Benelux: 9 oktober 2015 |

In de doos: Apple EarPods, Lightning-kabel en de iPhone 6s/6s Plus zelf.